# آپیلاتاک، کوجالک
آپیلاتاک، کوجالک (به لاتین: Aappilattoq, Kujalleq) یک روستا در گرینلند با جمعیت ۱۳۲ نفر است که در Kujalleq واقع شده‌است.

## نگارخانه

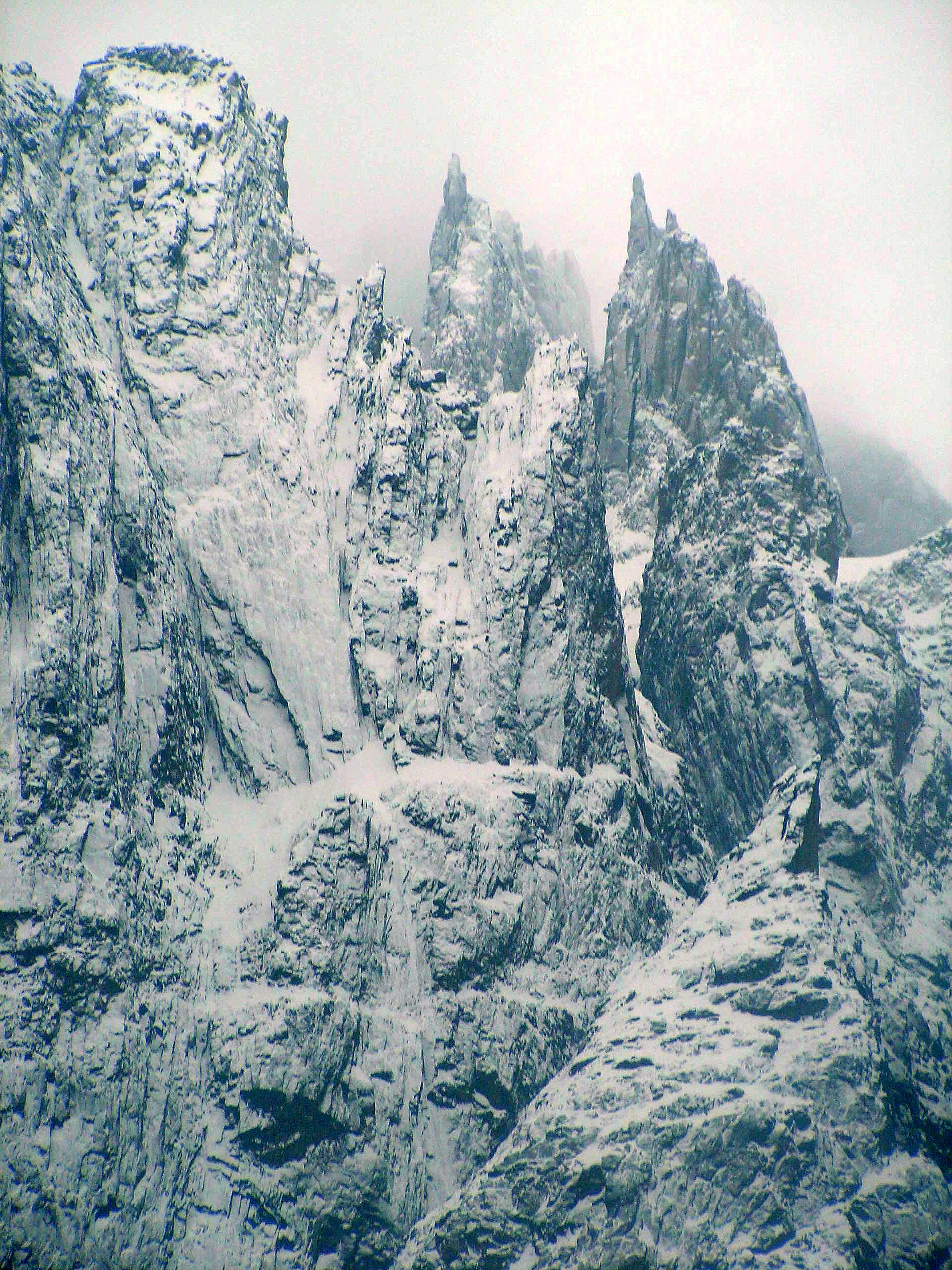
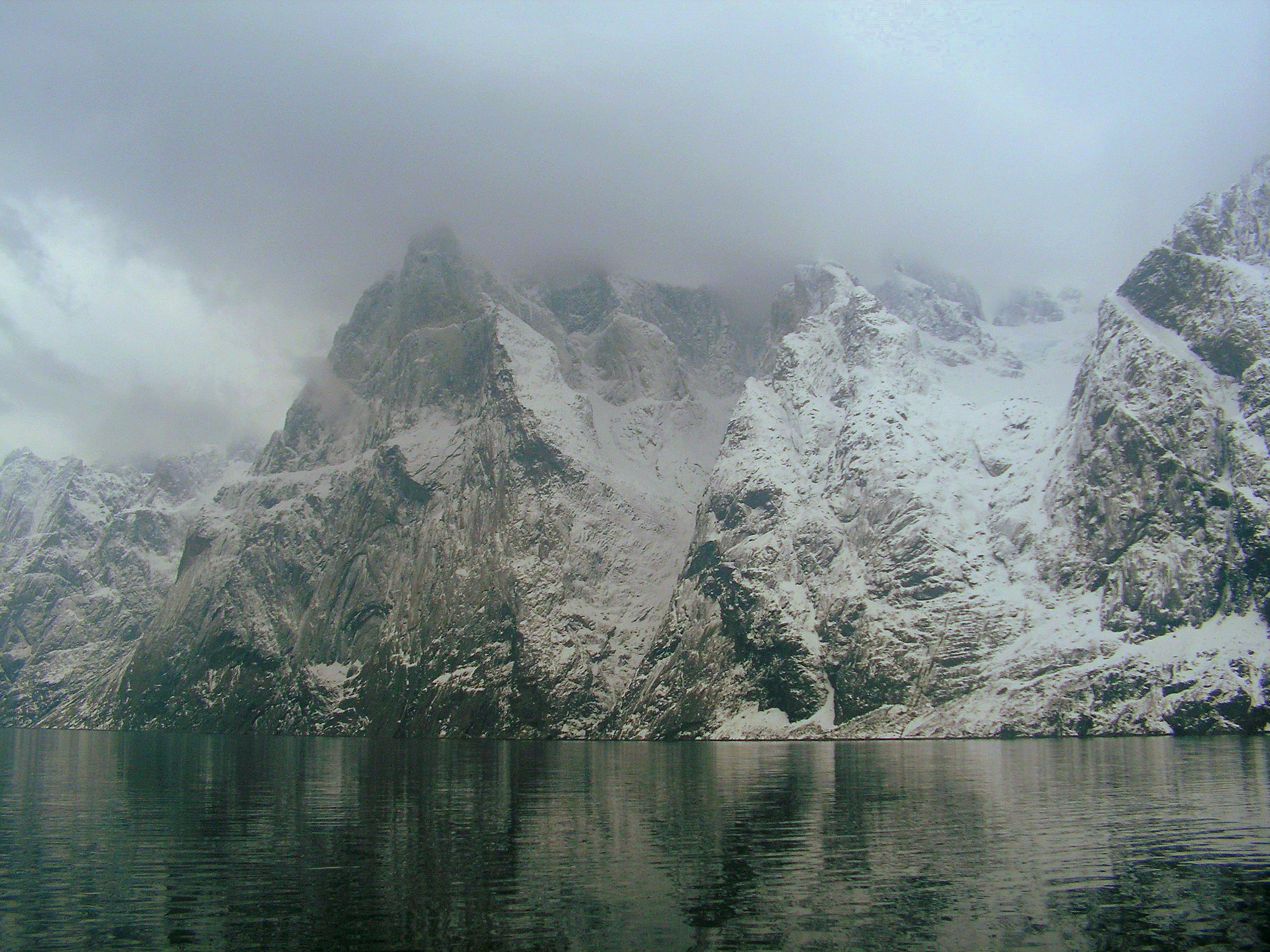